# Macrolycus alishanus
Macrolycus alishanus is een keversoort uit de familie netschildkevers (Lycidae). De wetenschappelijke naam van de soort werd in 1967 gepubliceerd door Takehiko Nakane.